# Ennshafen

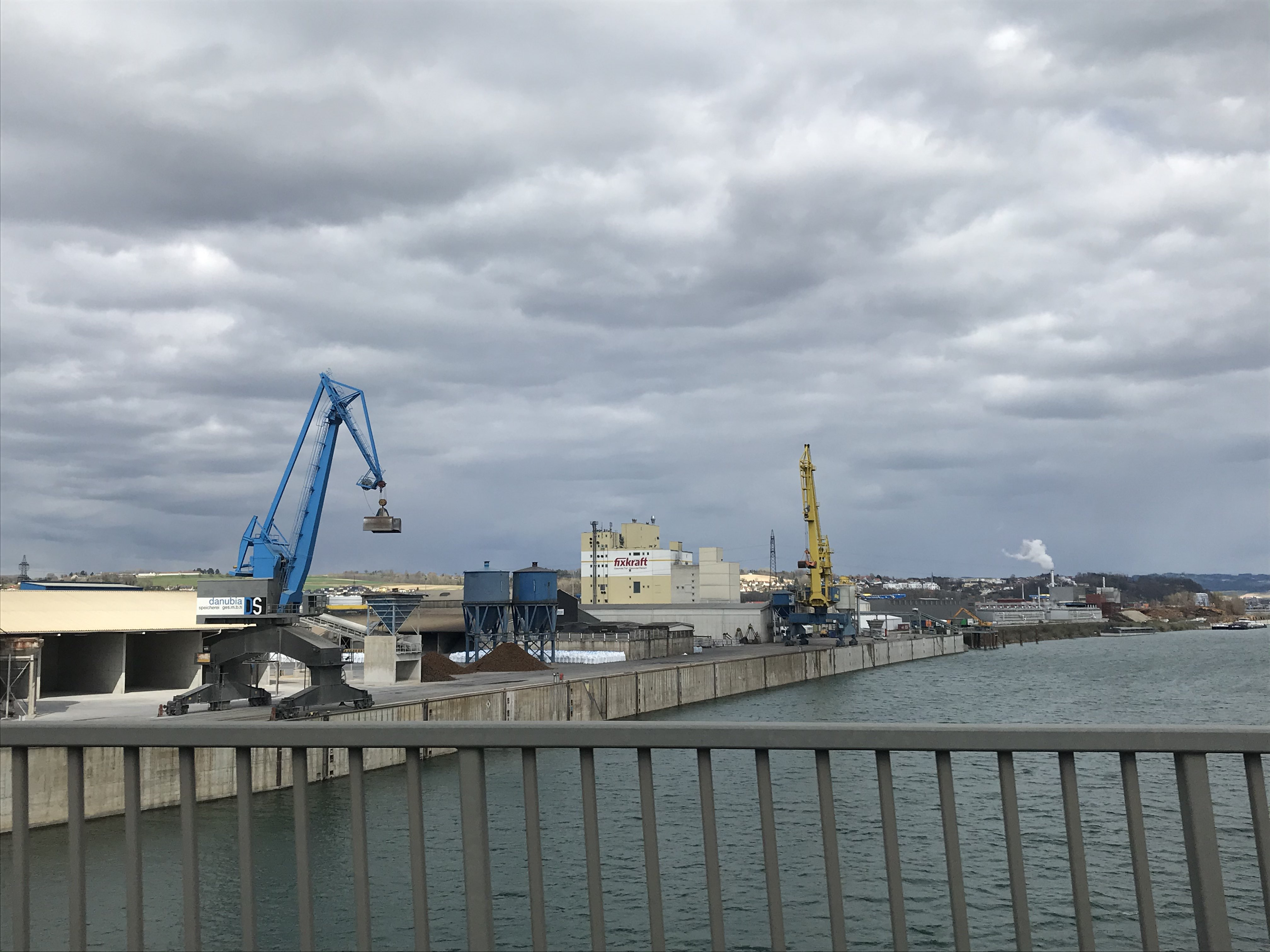
Eines der Hafenbecken im Ennshafen. Mittlerweile befindet sich zwischen den beiden Kränen der Hydraulikbagger.

Der Ennshafen befindet sich in Enns an der Mündung der Enns in die Donau.

## Geschichte
Vom Mittelalter bis ins 19. Jahrhundert wurde auf der unteren Enns die Flößerei zum Transport des am Erzberg gewonnenen Eisenerzes und anderen Waren mit Holzflößen betrieben. 1566 hatte Enns den größten Hafen zwischen Passau und Wien. Der (Donau/Enns-)Hafen Enghagen wurde 1826 geschlossen.
Der Ennshafen wurde ab 1974 als Industriehafen für ein anliegendes Petrochemiewerk gebaut. Nach der Schließung dieses Werks um 2000 wurde der Hafen zu einem öffentlichen Handelshafen umgebaut. Es wurden zwei weitere Hafenbecken gebaut.
Das operative Geschäft begann im Jahr 1994. Seitdem wurde der Hafen mehrmals erweitert, unter anderem wurde das westliche Hafenbecken auf 900 m verlängert.
2004 wurde der Containerterminal eröffnet.
2006 wurde Kai 4 um 175 m verlängert.
Im Juli 2020 wurde der weltgrößte Typ Hydraulikbagger geliefert, der zum Umschlag von Schüttgut zwischen Schiff und Schiene oder Straße dient. Der Typ 895E Hybrid von  Sennebogen wird elektrisch angetrieben, wiegt 410 t, fährt vierbeinig auf 2 Schienen, ist 42 m hoch, hebt 50 t und kostet 3–4,5 Millionen Euro.
2022 schaffte die First-DDSG Logistics Holding Österreichs erstes Schwimmdock Smart an.